# Probucol
A principios de la década de los setenta se definió al probucol como un agente hipolipemiante para la reducción de las lipoproteínas de baja densidad (LDL-colesterol) en animales. Se puso a la venta en los ochenta para uso en humanos. Estudios postventa indicaron que el fármaco solo causa una moderada disminución plasmática del colesterol. A diferencia de otros hipolipemiantes, el probucol es altamente hidrófobo y así persiste durante meses en los adipocitos aún después de la suspensión del tratamiento.
El fármaco persistió hasta pasado el siglo XXI con el descubrimiento de que la droga es eficaz en la hipercolesterolemia familiar homocigótica resistente a otros fármacos antilipidémicos y a que causa una marcada regresión de los xantomas cutáneos y tendinosos.
La aparición de los fármacos conocidos como estatinas en el mercado y la falta de éxito en demostrar la utilidad del probucol en la prevención y/o regresión de las lesiones ateroscleróticas en las arterias obligaron a las compañías farmacéuticas a retirar al probucol en muchos países.
Sin embargo, en un reporte se informó que el fármaco se siguió empleando en Japón. En ese país, el probucol es un importante agente reductor de lípidos, especialmente en el tratamiento de la hipercolesterolemia familiar heterocigota y homocigótica en combinación con estatinas y aféresis de lipoproteínas de baja densidad. Los resultados del estudio POSITIVE mostraron que el medicamento fue útil para reducir el riesgo de eventos cardiovasculares en la prevención secundaria a pesar de causar una disminución en las lipoproteínas de alta densidad HDL-colesterol. No se observaron efectos adversos significativos en su estudio. Desafortunadamente, esto no fue así en el grupo de prevención primaria, probablemente porque el grupo de pacientes que recibieron probucol estaba en mayor riesgo que el grupo de control con respecto al grado de hipercolesterolemia y xantomatosis.
El probucol también se considera un agente importante que promueve la reserva antioxidante endógena y proteger de este modo contra el aumento del estrés oxidativo.

## Usos
El probucol reduce la concentración de LDL-colesterol en plasma en un 10-15% siempre que exista una dieta adecuada. El problema es que del mismo modo reduce la concentración de lipoproteínas de alta densidad-colesterol, a menudo hasta un grado que es proporcionalmente mayor que su efecto sobre las LDBD. Los estudios demuestran que el probucol puede causar arritmias en animales, sobre todo después de una ingesta rica en colesterol y grasas saturadas.
En Estados Unidos el probucol dejó de comercializarse en 1999; posteriormente, en enero de 2001 salió de la venta en Canadá y Japón.